# ロンドン補習授業校
ロンドン補習授業校（ロンドンほしゅうじゅぎょうこう、英語: The Japanese Saturday School in London）はロンドンにある現地校やロンドン日本人学校以外のインターナショナルスクールに通う日本人生徒向けの補習校。1965年に日本クラブの主導で「日本語会」が発足し、1976年6月には日本人学校有限会社を設立。
小学部、中学部、高等部を設立しており、アクトン校舎（ロンドン日本人学校の校舎）、ブレント校舎（ホワイトフィールド・スクールの校舎）、クロイドン校舎（クロイドン高校の校舎）の3校舎を使用している。

## 年表
- 1965年9月 - 日本クラブの主導で「日本語会」が発足する[3]。
- 1976年2月 - 日本政府から補助金給付の決定通知を受ける。日本人学校設立委員会が設置される[3]。
- 1976年6月 - 日本人学校有限会社設立。この時点の児童生徒数は587名、講師数は30名[3]。
- 1983年4月 - エルムウッド・ジュニアスクールを借用し、クロイドン校舎を新設する[3]。
- 1987年4月 - 日本人学校校舎がアクトンに移転。中学部、高等部、基礎部をアクトン校舎に統合し、アメリカン、クロイドン両校舎は小学部のみとなる[3]。
- 1990年9月 - アメリカン校舎を返還、カムデンのハバーストック・ハイスクールに移転して「カムデン校舎」として使用する。この時点の児童生徒数は1,741名、講師数は78名[3]。
- 1995年6月 - カムデン校舎、クロイドン校舎教室外授業で初めて全校運動会開催[3]。
- 1999年時点では小学生1,152人、中学生258人、高校生93人と教師82人であり、イギリスにおける日本人向け補習校8校のうち最大規模となった。この時点ではアクトン、カムデン、クロイドンの3校舎を使用している[1]。
- 2002年4月 - 児童生徒数1,352名、派遣教員4名、講師数74名（68学級）で新学期が始まる[3]。
- 2004年8月 - 現在のホームページ完成：http://www.thejapaneseschool.ltd.uk[3]。
- 2005年2月 - 40周年記念文集発行[3]。
- 2009年4月 - 児童生徒数1,288名、派遣教員4名、講師数73名（67学級）で新学期が始まる[3]。
- 2015年4月 - フィンチリー校舎がブレント校舎へ移転[3]。
- 2016年2月 - 50周年記念文集発行。

## 学生
1999年時点では小学生1,152人（48クラス）、中学生258人（12クラス）、高校生93人（4クラス）と教師82人であり、イギリスにおける日本人向け補習校8校のうち最大規模となった。学生のうち98人が日本人とイギリス人のハーフである。これらの学生は5クラスに分かれて「基本」コースを受けた。

## 教育
1999年時点の教師数は82人であり、女性が主だった。教頭と教科主任は日本からの赴任であるが、ほかの教師は現地雇用であり、イギリスの修士学生や主婦も含む。
補習授業校は日本文部省の検定を受けた教科書を採用している。